# فالکون ویلج (تگزاس)
فالکون ویلج (به انگلیسی: Falcon Village) یک منطقهٔ مسکونی در ایالات متحده آمریکا است که در شهرستان استار، تگزاس واقع شده‌است. فالکون ویلج ۲٫۲ کیلومتر مربع مساحت و ۴۷ نفر جمعیت دارد و ۱۰۳ متر بالاتر از سطح دریا واقع شده‌است.